# 레베카 포스타트

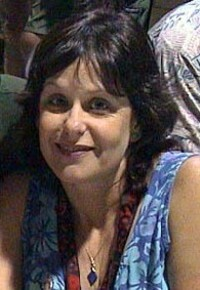

레베카 포스타트(Rebecca Forstadt, 1953년 12월 16일 ~ )는 미국의 배우, 텔레비전 배우, 성우, 영화배우이다.
덴버에서 태어났다.

## 영화
- 금색의 갓슈벨!! (2003년) - 영어 더빙 역
- 아미티지: 듀얼 매트릭스 (2002년)
- 리틀 폴라 베어 (2001년)
- 메트로폴리스 (2001년)
- 블러드 - 라스트 뱀파이어 (2000년)
- 천지무용 2 - 아득한 마음 (1999년)
- 디지몽: 디지털 몬스터 (1999년)
- 3x3 아이즈 (1991년)